# Stiepan Dawidienko
Stiepan Pawłowicz Dawidienko (ros. Степан Павлович Давиденко, ur. 17 listopada?/30 listopada 1911 w miejscowości Aleksandrowo-Grigorjewka (obecnie część Doniecka), zm. 10 października 1972 w Czerkasach) – radziecki nawigator lotniczy, podpułkownik, Bohater Związku Radzieckiego (1944).

## Życiorys
Był narodowości ukraińskiej. Skończył 7 klas szkoły, a w 1930 dwuletnią radziecką szkołę partyjną, od 1928 należał do WKP(b), pracował w kopalni. Od 1930 służył w Armii Czerwonej, w 1932 skończył kursy w Orenburgu, a w 1933 szkołę wojskową lotników w Krasnodarze. W 1938 brał udział w bitwie nad jeziorem Chasan, od 22 czerwca 1941 uczestniczył w wojnie z Niemcami, walczył na Froncie Briańskim, Woroneskim i Centralnym jako nawigator eskadry 24 bombowego pułku lotniczego 241 Bombowej Dywizji Lotniczej 3 Bombowego Korpusu Lotniczego 16 Armii Powietrznej, do października 1943 wykonał ok. 180 lotów bojowych. W 1952 ukończył Wyższą Oficerską Szkołę Nawigatorów, w 1957 został przeniesiony do rezerwy w stopniu podpułkownika.

## Odznaczenia
- Złota Gwiazda Bohatera Związku Radzieckiego (4 lutego 1944[1])
- Order Lenina (trzykrotnie)
- Order Czerwonego Sztandaru (trzykrotnie)
- Order Wojny Ojczyźnianej I klasy
- Order Czerwonej Gwiazdy

I medale.